# Qarabağlar (Şəmkir)
Qarabağlar è un comune dell'Azerbaigian situato nel distretto di Şəmkir. 